# شو أراكي
شو أراكي (باليابانية: 荒木 翔) (مواليد 25 أغسطس 1995) هو لاعب كرة قدم ياباني.

## وصلات خارجية
- شو أراكي على موقع رابطة كرة القدم اليابانية للمحترفين (اليابانية)
- شو أراكي على موقع قاعدة بيانات كرة القدم.إي يو (الإنجليزية)
- شو أراكي على موقع Soccerway.com (الإنجليزية)
- شو أراكي على موقع عالم كرة القدم.نت (الإنجليزية)